# 袁玘
袁玘（1432年—？），字廷玉，湖廣郴州興寧縣人，明朝政治人物。進士出身。

## 生平
湖廣鄉試第二十七名。天順八年（1464年）甲申科會試第二百二十五名，殿試登進士第三甲第一百二十四名。

## 家族
曾祖父袁華。祖父袁德宣，曾任經歷。父亲袁道立。